# 충청남도교육청남부평생교육원
충청남도교육청남부평생교육원(충청남도남부평생학습관)은 충청남도 논산시 부창동에 있는 도서관 및 평생학습관이다.

## 연혁
- 1972. 12. 27 논산군립도서관 개관(논산군 논산읍 반월리)
- 1991. 03. 26 논산도서관으로 명칭 변경
- 1998. 07. 15 신청사로 이전(논산시 부창동)
- 2001. 05. 10 충청남도논산평생학습관으로 명칭 변경
- 2002. 01. 01 초대 이구영 관장 취임
- 2004. 03. 30 충청남도남부평생학습관으로 명칭 변경
- 2004. 07. 01 평생학습부 신설
- 2004. 08. 01 제2대 전양호 관장 취임
- 2006. 07. 01 제3대 김규동 관장 취임
- 2008. 07. 01 제4대 정순국 관장 취임
- 2009. 07. 01 제5대 박계식 관장 취임
- 2010. 01. 01 제6대 송태빈 관장 취임
- 2011. 07. 01 제7대 임명빈 관장 취임
- 2013. 01. 01 제8대 오명환 관장 취임
- 2014. 07. 01 제9대 복기웅 관장 취임
- 2015. 01. 01 제10대 송용재 관장 취임
- 2016. 01. 01 제11대 김대식 관장 취임
- 2016. 07. 01 제12대 황태화 관장 취임
- 2017. 07. 01 제13대 김용진 관장 취임
- 2018. 07. 01 제14대 이중연 관장 취임
- 2019. 03. 01 충청남도교육청남부평생교육원으로 명칭 변경
- 2020. 01. 01 제15대 이재룡 원장 취임
- 2020. 07. 01 제16대 이관휘 원장 취임

## 이용 안내
이용 시간
- 일반자료실(일반·참고·점자자료): 평일 09:00 ~ 20:00 / 토·일요일 09:00 ~ 18:00
- 아동·유아자료실: 평일·주말 09:00 ~ 18:00
- 일반열람실(성인·학생열람실): 평일·주말 08:00 ~ 21:00
- 디지털자료실: 평일 09:00 ~ 18:00
- 정기간행물실: 평일·주말 09:00 ~ 18:00

휴원일
- 매주 월요일
- 국경일
- 정부에서 지정하는 공휴일
- 교육원 사정으로 인한 휴원일